# Bitter Victory
Bitter Victory (Frans: Amère Victoire) is een Amerikaans-Franse oorlogsfilm uit 1957 onder regie van Nicholas Ray. De film werd destijds uitgebracht onder de titel De held van Benghazi.

## Verhaal
Kapitein Leith en majoor Brand moeten documenten uit de handen van de nazi's stelen in de woestijn van Libië. Brand gaat Leith echter haten, omdat hij een relatie heeft gehad met zijn vrouw Jane.

## Rolverdeling
| Acteur            | Personage                   |
| ----------------- | --------------------------- |
| Richard Burton    | Kapitein Leith              |
| Curd Jürgens      | Majoor Brand                |
| Ruth Roman        | Jane Brand                  |
| Raymond Pellegrin | Mekrane                     |
| Anthony Bushell   | Generaal Patterson          |
| Alfred Burke      | Luitenant-kolonel Callander |
| Sean Kelly        | Luitenant Barton            |
| Ramón de Larrocha | Luitenant Sanders           |
| Christopher Lee   | Sergeant Barney             |
| Ronan O'Casey     | Sergeant Dunnigan           |
| Fred Matter       | Kolonel Lutze               |
| Raoul Delfosse    | Luitenant Kassel            |
| Andrew Crawford   | Soldaat Roberts             |
| Nigel Green       | Soldaat Wilkins             |
| Harry Landis      | Soldaat Browning            |